# Gymnocranius oblongus
Gymnocranius oblongus is een straalvinnige vissensoort uit de familie van de straatvegers (Lethrinidae). De wetenschappelijke naam van de soort is voor het eerst geldig gepubliceerd in 2010 door Borsa, Béarez & Chen.